# 탄방동
탄방동(炭坊洞)은 대전광역시 서구에 위치한 행정동 및 법정동이다. 서구의 북동부에 자리한 행정동으로 동쪽은 유등천을 경계로 하여 중구 중촌동과 접했으며, 서쪽과 북쪽은 둔산동, 남쪽은 용문동과 연접 경계를 이루고 있다.  1993년 11월 1일 용문동에서 분동되었다. 1995년 말까지의 둔산지구 구획정리사업에 의해 기존도심과 둔산 신도시 지역으로 구분
6개 아파트단지, 다수의 주상복합건물, 다가구주택과  일반주거지역으로 혼합되어 있어 주민성향이 다양하고, 정부청사 ·시청사 인접, 남선공원이 자리하여 주민 휴식공간으로 이용되고 있다.

## 지명
탄방동은 옛날에는 이곳에 참나무가 우거진 숲이 있었고, 그 참나무를 베어서 숯을 굽는 숯방이 있었던 마을이라 하여 마을 이름이 ‘숯방이’로 부르다가 뒤에 ‘숯뱅이’로 불렀던 것인데, 이를 한자어로 표기하여 탄방동(炭坊洞)이라 했다.

## 역사
탄방동은 백제시대  노사지현에 속했었고, 신라시대는 비풍군의 영현인 유성현에 속했으며, 고려시대는 공주부에 속했었다. 조선시대 초기엔 공주군에 속했으며, 조선시대 말기엔 공주군 천서면의 지역이었다. 1895년 고종32년 행정구역 변경 때 회덕군 천서면에 편입되고, 1914년 일제가 행정구역을 개혁할 때에 승천리, 백운리 일부와 서면의 갑천리 일부를 병합하여 ‘탄방리’라 하고 대전군 유천면에 편입되었다가, 1935년 11월 1일 대전부 신설에 따라 대덕군 유천면에 편입되었었다.
1963년 1월 1일 대전시 구역 확장에 따라 대전시에 편입되어 탄방동이라 하였으며, 그 뒤 대전시 중구에 속하게 되었다. 1988년 1월 1일 서구에 편입되었으며 1989년 1월 1일 대전직할시 서구에 속하게 되었다. 현재 행정동이자 법정동인 탄방동은 한 때 용문동 관할의 법정동이었다가 1993년 11월 1일에 분동되어 오늘에 이르고 있다. 다시 1995년 1월 1일 대전직할시가 광역시로 개칭됨에 따라 대전광역시 서구 탄방동이 되었다.

## 교육
- 대전탄방초등학교

## 주거
| 단지명            | 건설사                           | 시행사                           | 주소                 | 입주        | 비고                |
| ----------------- | -------------------------------- | -------------------------------- | -------------------- | ----------- | ------------------- |
| 개나리            | 계룡건설산업                     | 계룡건설산업                     | 서구 문정로10번길 39 | 1994년 11월 |                     |
| 한우리            | 공영토건㈜ 코오롱건설 벽산개발㈜ | 공영토건㈜ 코오롱건설 벽산개발㈜ | 서구 문정로90번길 60 | 1994년 11월 |                     |
| 산호              | ㈜한양                           | ㈜한양                           |                      | 1996년 6월  |                     |
| 둔산자이 아이파크 | ㈜지에스건설 현대산업개발        | 숭어리샘 주택재건축정비사업조합  |                      | 2025년 6월  | 숭어리샘구역 재건축 |

## 교통
- 대전 도시철도 1호선 탄방역